# 魔女と野獣
『魔女と野獣』（まじょとやじゅう）は、佐竹幸典による日本の漫画。『ヤングマガジンサード』（講談社）にて、2016年12号から2021年5号まで掲載された後、同社の月刊誌『月刊ヤングマガジン』に移籍し、2021年6号より連載中。
魔女の呪いによって少女の姿に変えられたギドと魔術師アシャフが世界各地を訪ね歩きながら魔女を追うダーク・ファンタジーであり、2023年11月時点で電子版を含む単行本の累計発行部数は全世界で60万部を突破している。メディアミックスとして、アニメ化が発表されている。
2023年1号より休載中。

## あらすじ
魔女と紅蓮の街（1巻）
舞台は魔女が人々の崇拝を集めるという街。この街に住む魔女イオーネは街の英雄と呼ばれていた。魔女がいるという情報を聞きつけた魔響教団のギドとアシャフは街を訪れる。街の歴史を調べていると不穏な情報がいくつも見つかる。真偽を確かめるためイオーネに会いに行くと、イオーネの恐るべき計画が今まさに実行されようとしていた。イオーネは、この街の闇に葬られた真の歴史を語り、この街に眠る業火を解き放とうとする。すかさず挑みかかるギドだが、イオーネの魔術によって容易く撃退されてしまう。魔道の頂点とされる魔女の圧倒的な力の前になすすべがないように見えたが、魔女との口づけによって自身にかかった魔女の呪いを解くと形勢逆転。本来の姿と力を取り戻したギドはイオーネの魔術を物ともせず逆に圧倒。イオーネを拘束し教団に連れて帰ることに成功した。
魔女の戯れ事件（1巻、2巻）
ハイデン市を脅かす、魔女による連続猟奇殺人、通称「魔女の戯れ事件」。繰り返される凶行を止めることができぬまま、ある日、苦闘する市警達を嘲笑うかのように警察署に殺人予告が届く。事件を解決しに訪れたギド達にとって、それは魔女からの宣戦布告だった。残忍極まりない魔女の暴走を止めるべく、ハイデン市警の魔術師キーラと連携しながら魔女を追跡する。魔女のアジトを突き止めて乗り込むと、予想外な真相を目の当たりにする。魔女の正体は２人の少年であり、魔女の力の正体は魔本サルノワススによるものだった。そしてその少年達は、魔女に殺されたはずの、キーラが引き取った息子達だった。真相を知りショックを受けるキーラ。少年達は魔本の力で応戦するがギドに打ち負かされる。最後はキーラにより銃殺され、事件は終結した。
死霊魔術編（2巻）
教団員として仕事をこなす日々を送るギドとアシャフは、ある日警察から死屍人（アンデッド）が絡む事件の相談を受ける。死屍人は専門外ということもあり、アシャフは教団の死霊魔術のスペシャリストであるファノーラに事件の解決を依頼する。ファノーラと助手のヨハンは、ジェフ・エンカー巡査部長から、最近正気を失った死屍人の暴走が頻発していることを聞く。廃墟に死屍人を誘き寄せて調査を進めるファノーラ達。死屍人の足跡を辿ると、森の奥にある古い屋敷に着いた。一連の事件の犯人はこの屋敷に住む死霊魔術師だった。ファノーラが魔女であることを知り焦る術師は、武装した多数の死屍人に包囲させるものの、ファノーラが召喚した死霊騎士達は片っ端から撃退していく。最後はファノーラによって死屍人にされ、蘇生した死屍人を補生するために虐使されることになった。
剛毅なる魔女と魔剣（2巻 - 4巻）
教団から新たに魔女事件の解決を命じられたギドとアシャフ。遠く離れた第三大陸で起きたその事件では、魔女の手によるとおぼしき惨殺遺体が多数出ていた。久々に魔女と相対するチャンスだったが、そこにはギド達にとって最も厄介な存在である魔女狩りのエキスパート集団、聖騎士団が訪れており、両者による苛烈な魔女の奪い合いが始まる。ギド達は聖騎士団の追跡部隊白子兵（シーカー）を撃退しながら目的の魔女ヘルガに接近する。ヘルガは「剛毅なる魔女」の一族の末裔で、一族が代々守り続けてきた魔剣アシュガンを持ち出していた。アシャフはヘルガを保護するため勧誘するもあえなく失敗、そうこうするうちに聖騎士団の大隊長クーガがやってくる。「奴の力は魔女に匹敵する」というアシャフの言葉通り、氷の大精霊と契約したクーガの精霊魔術の力は絶大で、抵抗もむなしくギドとヘルガは拘束され、聖騎士団の本陣である城（ベース）に連行される。残されたアシャフはクーガに今回の事件には裏があると警告する。城内の異変に気づいたクーガだったが、部下の裏切りにより背後から刺されて重症を負う。一方、城の中では、魔剣を手にした団員が魔剣の力に操られ、団員同士で魔剣の奪い合いが始まっていた。そこに謎の仮面と黒のローブで身を包んだ者が現れる。その者は処刑人と呼ばれ、クーガでさえも知らない裏の魔女狩り専門部隊であった。そしてこの処刑人こそ一連の事件の黒幕であり、ヘルガの家族を皆殺しにした張本人でもあった。処刑人は禁具の力によって団員達を次々洗脳支配していく。魔女であるヘルガさえも洗脳した処刑人はヘルガを操作してギドから魔剣を奪う。クーガの警告を無視して魔剣を抜いた処刑人は、魔女（ヘルガ）の心臓を刺すことによって魔剣の封印を解いてしまう。封印が解かれた魔剣の放った一撃は、家を、城を、結界を、まとめて一刀両断していた。その光景を見て喜ぶ処刑人だったが、魔剣を支配できるという目論見は外れ、魔剣は制御不能となって暴れ出す。クーガは大精霊の力で人々を守ろうとするが、さらに出力を上げる魔剣を止めることができない。当初は、ギド達、魔女、聖騎士団の三つ巴かと思われていたことが、そこに魔剣と処刑人が加わり、思惑が複雑に交錯する大乱戦へと発展していた。アシャフは手札が出そろったと見るや切り札を出すことを決断。ヘルガとの口づけで遂に魔女の呪いを解いたギドは魔剣と対峙、二つの「世界を滅ぼす力」が激突する。凄まじい激闘の末、ギドの強烈な一撃で魔剣は破壊され決着。処刑人ら首謀者の処罰はクーガに任せ、ギド達はヘルガを保護し魔剣を回収することに成功した。
永遠なる魔女（4巻、5巻）
ヘルガを保護することに成功したアシャフは、少しの間ギドと離れ、ヘルガを教団に送り届るため廻廊へと向かう。戻りを待つギドのところに街の子供達の「魔女がいた」という話し声が聞こえてくる。子供達に案内させるとそこは老婆の住む家だった。老婆は魔女ではなかったが、突如そこに先の事件の処刑人のもう一人が現れ、禁具によって異次元空間に連れ込まれる。パートナーの行方を問いただす処刑人だったが、さらにそこに先ほどまで子供達の一人に化けていた謎の少女が現れる。ギドの目の前に姿を現したのは、宿怨の魔女アンジェラ。予期せぬ登場に驚きを隠せないギドだったが、自らに呪いを掛けた張本人が目の前に現れ、その怒りは頂点に達する。激しい衝突の後、アンジェラは惨殺した処刑人の死体に「追ってこい」とばかりに道標を刻みその場を去った。
神秘なる魔女（5巻）
アンジェラとの邂逅は、再びギドを獣へと戻し、久々にその暴虐ぶりに直面したアシャフの口から、初めて二人の過去が明かされる。遡ること3年前、第五大陸のとある村に魔女がいることを聞きつけたアシャフは村を訪れる。そこにはハルベルという幼い魔女がいた。ハルベルは「神秘なる魔女」の系譜であったが、声を発することができず、魔術は一切使うことができなかった。この村では最近、家畜の惨殺体が木に吊るされるといった奇妙な事件が起きていて、ハルベルの仕業ではないかと村民から疑われていた。アシャフはハルベルに会うなり教団に勧誘しようとするが、そこで偶然にもギドと出会う。ギドは出会い頭にハルベルに襲いかかる粗暴ぶりでアシャフによって何とか制止させられる。その後、ハルベルの庇護者だった村長が何者かに殺害され、村民の憎しみは爆発する。この一連の事件の黒幕は、半年前に村に越してきたハルベルの親しい知人達であり、その正体は処刑人であった。背後で村民を焚きつけることに成功した処刑人は、村民を連れて魔女狩りを行おうとする。処刑人と一戦交えて負傷したアシャフはギドに魔女の呪いを解く方法を教える代わりにハルベルを守るよう依頼する。ギドが処刑人との戦いに苦戦する中、ハルベルはギドにかけられた魔女の呪いを解くためギドに口づけをする。呪いが解かれたギドは処刑人の一人を瞬殺。そしてその時、ギドの体もまた魔女であったためハルベルにかけられた魔女の呪いも同時に解かれる。ハルベルが使う召命魔術はもう一人の処刑人を一瞬で消滅させる程強力無比なものだった。かくして処刑人の魔の手から辛くもハルベルを守ったアシャフはハルベルを教団に送り届ける。成り行きで共闘することになったギドとアシャフだったが、魔女を探すという目的の一致から協力関係を結び、以降行動を共にするようになる。
吸血鬼編（5巻 - 8巻）
アンジェラの残した手掛かりを辿り、ギドとアシャフは異世界へと通じる穴、階層世界（フォール）へと向かう。その第４階層オルエンシア・セットに棲んでいるのは吸血鬼達。彼らの間には、破ることの許されない様々な作法が存在していた。見知らぬ世界の道理に苦戦する二人だったが、そこに教団からの助っ人、吸血鬼ダンウォードと術師オスカーが登場。協力して吸血鬼の女王を探すことに。ダンウォードの作戦に従い、ギド達４人は吸血鬼の二大勢力の1つ血族（コングラード）の催しに潜入。正体がバレてしまうも、ダンウォードが決闘に勝利し、女王への手掛かりを持つ者、通称「橋」の居所を得る。ギド達４人は橋のもとを訪れるが、ギドとアシャフは会食中に毒を仕掛けられて気絶し牢に入れられてしまう。既に女王はギド達を捕えるよう橋に通達していたのだ。牢から脱出できたものの、ギド達の前に自ら出向いてきた女王の魔女のごとき魔術攻撃を受け、ギドは囚われの身となる。その場を何とか生還したアシャフはギドを救出すべく、ダンウォードらと共に女王の居城へと向かう。謁見の広間で百年ぶりに因縁の相手との対面を果たした女王とかつての夜の王ダンウォード。ここに女王VSダンウォードの戦いの幕が切って落とされる。ダンウォードの攻撃で女王の頭部は削り取られ勝敗が決したかに見えたが、魔女（アンジェラ）の寵愛を受けた女王は、吸血鬼の弱点である頭部を失っても瞬時に再生するほどの不死身に近い体となっていた。反撃を食らったダンウォードは瀕死の状態となる。一方、ギドは囚われていた部屋から抜け出し、禁具と思わしき対吸血鬼用の武器を手にして城内の吸血鬼達を撃滅しながらアシャフ達に合流、そのまま女王との戦闘に加わるが、禁具を使っても女王には敵わず、徐々に劣勢になる。しかしその隙にダンウォードはオスカーの血を飲むことで復活。狼男のような姿へと変身して再び対決する。女王は猛烈な魔術攻撃を放ち続けるが、真の力を発揮したダンウォードの電光石火の動きを捉えることができず、次第に防戦一方となる。そしてとうとう魔力が底をつき女王は敗れる。しかし今度は跡を追ってきた血族の集団がこの機に乗じて奇襲を仕掛けてくる。女王との戦いで疲弊したところを狙われ窮地に陥ったかに思えたが、「偉大なる魔女」の力を受け継ぐオスカーが太陽を呼び寄せて撃退。アンジェラの残したメッセージを得て、第４階層を後にした。
嵐の中の合戦：魔女の一団 vs 聖騎士団（9巻）
吸血鬼の世界から戻ったギドとアシャフが束の間の休息を得ている頃、聖騎士団の重要拠点とされる城に超大型のハリケーンが近づいていた。魔障を伴う嵐の接近に対し、聖教会は、クーガ達騎士長のみならず、魔術士の最高位である導師までをも招集して警戒に当たっていた。嵐が吹き荒れる中、城の上空に謎の一団が姿を現す。その一団は、魔女を3人も擁しており、この嵐自体もそのうちの一人「巨大なる魔女」によるものだった。襲撃を開始する魔女の一団とそれを迎え撃つ聖騎士団との間で大合戦が始まる。一方、魔響教団のファノーラとヘルガも聖騎士の援軍として参戦。熾烈な魔術戦が繰り広げられる中、襲撃者の一人が城の結界を解術し城内に侵入。その者が向かった先は、この城にある禁具の保管庫だった。保管庫を守っていたキース騎士長は倒され、禁具をごっそり奪われそうになるが、ファノーラの死霊騎士がそれを阻止する。そこに突如アンジェラが現れる。アンジェラとファノーラが話していると、アンジェラが足止めしていた導師が城に到着。導師はアンジェラ達を攻撃しつつ、竜の片腕を召喚して辺り一体を薙ぎ払い襲撃者達を撤退させて終戦した。
禁具の子（10巻 - ）
聖騎士団の城を襲ったアンジェラと魔女達による禁具強奪事件から10日後、「お前好みの厄介事だ」というアシャフの指令で、禁具の子の世話をすることになったギド。人の形をしたその禁具は、魔力や魔術が身近にあれば何にでも反応しその特性を吸収して成長するという。その禁具にとってそれらは養分であり、もし際限なく力を飲み込み続ければ、生まれるのは魔女以上の怪物かもしれない。この底知れない力を狙う者達が教団員を手あたり次第襲い始める。

## 登場人物
声の項はテレビアニメ版の声優。

### 主要人物
ギド
声 - 大地葉
本作の主人公の一人。少女のような外見をしているが、元は男で魔女の呪いによって変えられた姿である。そのためか魔女をひどく憎んでおり、自身に呪いをかけた魔女アンジェラを探し出して復讐するため、世界を訪ね歩いている。魔女を追う途中でアシャフと出会い、魔女を探すという目的の一致から協力関係を結び、行動を共にするようになる。当初はギブアンドテイクの関係だったが、徐々に信頼を置くようになり、相棒のような関係になる。紳士的なアシャフとは対照的に粗野で乱暴な性格で獣のような目つきで口も悪いが、意外に合理的で無駄なことはしない。外出時はアシャフが用意したオシャレな服装とヘアアレンジのバリエーションが楽しめる。実はこの少女の身体は魔女であり、そしてアンジェラが「あたしの身体」と言ったことから、永遠なる魔女アンジェラの原初の身体である可能性がある。（ただ仮にアンジェラの原初の身体であれば魔女の寿命である200年をゆうに超えているはずで、なぜ身体が朽ちないのかは謎である。）彼の本当の身体は別にあり、魔女との口づけによって一時的に呪いが解かれると棺桶の扉が開いて彼の本体が姿を現す。（どのくらいの時間元に戻れるか、棺桶が近くになかった場合どうなるのかなどは不明。）
ギドの本体
実の正体は野獣のような目と鋭い牙、筋骨隆々とした体躯をもつ戦士のような風貌で、まるで封印が解かれたかのように攻防ともに強大な力が解放される。敵はパンチ一撃で倒し、魔女イオーネの強力な魔術を避けようともせず正面から当たりに行ってもびくともせず、城を結界もろとも真っ二つにするほどの威力を持つ魔剣アシュガンの斬撃でさえも浅い切り傷をつける程度だった。これまで敵を一撃で倒してきたのはすべて左手であるが、右手の力はさらにそれを上回る何かがあることが示唆されている。
アシャフ
声 - 森川智之
本作の主人公の一人。魔響教団の魔術師。長身でオールバックな外見、よくタバコを吸っている。ギドの本体が封印されている棺桶を背負っている。魔女を探して連れて帰るという仕事中にギドと出会い、魔女を探すという目的の一致から、以降行動を共にしている。ギドとは対照的に物腰が柔らかく紳士的だが、どこか胡散臭いと思われがちなようである。どのような状況下でも冷静沈着に立ち回り、魔女のスカウトを担当するだけあって交渉術に長ける。魔術や魔女について造詣が深く、魔術師としての力量も一流で、魔女との直接的な魔術戦では自分は戦力にならないと言いつつも、使い魔のカラスの視界を通して広範囲を偵察したり、防御の結界を張ったり、治療や解毒といった実に様々なことができる。特に解術に関しては魔女以上を自負している。

### 魔響教団
ファノーラ・クリストフル
声 - 早見沙織
魔響教団の死霊魔術師であり「幽玄なる魔女」（「～の系譜」という表現で呼称されなかったため彼女自身が起源の魔女の可能性がある）。左目に魔性紋が現れる。その容姿はどこか現実離れした寒気のするような美しさと評される。冷気を纏っているかのように彼女の周りだけ空気が冷たい。教団内では死屍人（アンデッド）が関わる事件の仕事を主に担当している。戦闘時には、彼女に忠誠を誓う死霊騎士と呼ばれる強力な死屍人達が召喚されて戦う。物静かだが、怒らせると怖い。
ヨハン
声 - 逢坂良太
ファノーラの助手。左目に黒い眼帯をつけている。下僕のようにこき使われているが、本人は気にしていないようである。外見も性格も人間と見分けがつかない程だが、正体はファノーラの死屍人（アンデッド）である。
ダンウォード・コルヴェクト
吸血鬼の二大勢力の1つ夜族のかつての王。吸血鬼の中で最強の力を持ち、力のある者が上に立つという吸血鬼の掟の下、力のまま思うままに、女は食い荒らし、それ以外は気まぐれに殺す、傲慢で残忍な暴君として恐れられていた。それらの横暴により大勢から恨みを買っていた一方でその姿に憧れる者もいた。しかし約100年前に血族に力を貸そうとした人間の国王を殺してしまったためにその報復として城を留守にした隙に襲撃され、妻子は火あぶりにされ、自身もドルネイズに敗れて失脚する。瀕死のところをオスカーに助けられ、復讐のため教団と契約を結び、再びオルエンシア・セットに戻ってくる。プライドが高く傍若無人で人を食ったような態度をとる癖があり、ギド達と対女王の共同戦線を張った際にも得手勝手に行動し何度も衝突した。
オスカー・オルエンシア
ダンウォードとコンビを組む魔術師。見た目も性格も女性のようだが男性である。「偉大なる魔女」の系譜で、魔女とは呼べないが、魔女の力を受け継いでいる。額に太陽のような魔性紋が現れる。気配り上手で、何かと周囲と軋轢を生みがちなダンウォードの緩衝役になることが多い。なお、女装の趣味については、魔女の趣向を受け継いだためと弁明している。
ガンジーク
魔響教団の教団員。アシャフとの会話から魔術の腕は相当にあることが覗える。
ルーシー・オブライエン
女性。ハルベルとオーエントの暮らしを見守るために二人の傍についている。

### 世界聖教会教団

#### 聖騎士団
マット・クーガ
声 - 石田彰
氷の大精霊と契約した精霊魔術師。通称、氷の男。魔女に匹敵する力を持つ。第三大陸第六大隊・大隊長であったが、魔剣の一件で自身の部隊は壊滅状態になる。その後、魔女の一団が聖騎士の城を襲撃した際に城の警護のために招集され、オクリーヴと組んで防衛戦に参加し、その後、引き抜かれる形で処刑人となり新たな任務についた。笑顔を見せることがないため冷たい印象を受けるが、生真面目で人命を守るためなら自己犠牲を厭わない良心的な性格である。決して善人の死を許さず、悪人がその実善人である可能性も考え、どんな人間であろうとギリギリまで生かそうとする独自の正義を持っているが、アシャフからはその甘さは命とりだと忠告される。ただし、一線を越えた者に対しては容赦はせず、魔剣の一件の首謀者である処刑人を自ら処罰した。
ローエル
声 - 小林ゆう
女性。マットクーガの部下で副官を務めていたが、クーガを裏切り処刑人の側について魔剣の復活の手助けをする。結局、魔剣は破壊され、最後はクーガに捕えられて処刑された。
キース
騎士長。魔女の一団が聖騎士の城を襲撃した際に、城の防衛の陣頭指揮をとったが、敵側の一人との戦闘で戦死した。
ギル・デリンジャー
騎士長。魔女の一団が聖騎士の城を襲撃した際に、城の警護のために招集され、防衛戦に参加した。

#### 処刑人
サーランダー
処刑人の長。ある魔術の後遺症で像を失ったため透明人間となっている。
魔剣を狙う男（名前不明）
声 - 山路和弘
魔剣アシュガンを手に入れるために魔女クエンナの子孫が暮らす隠れ里を襲い、禁具イーシュリンゲンの力を使って皆殺しにした。唯一逃げ延びたヘルガを捕えるため、マットクーガが率いる聖騎士団に聖教会の使者を装って近づく。処刑人としての任務そっちのけで個人的な目的のために魔剣を強引に支配しようとし、その結果甚大な被害と犠牲者をもたらした張本人。最後はクーガによって処罰された。
魔剣を狙う男の兄（名前不明）
声 - 安元洋貴
禁具である消える外套を身にまとい弟の行方を追ってギドに接触するが、その場にいたアンジェラによって惨殺された。
クレイグ／カール・オクリーヴ
声 - 柴崎哲志
スヴェンのパートナー。スヴェンの息子（おそらくそういう設定）で、同年代の友達を装ってハルベル達に近づいたが、封印が解かれたギドの一撃で骨の怪物もろとも殴り飛ばされる。生死は不明だったが、両腕は失ったものの生存しており、その後、オクリーヴと名前を変えてクーガのパートナーになる。外見は子供のようだが、実年齢は子供ではないようである。
スヴェン
声 - 小野大輔
クレイグのパートナー。ハルベルの力を奪うため、味方を装ってハルベルに近づいたが、目論見は失敗し、ハルベルの召命魔術によって消滅した。

### 魔女
アンジェラ＝アン・フュール
声 - 花澤香菜
「永遠なる魔女」。右目の下に魔性紋が現れる。ギドに呪いをかけた張本人。起源の魔女の一人と目され、肉体を乗り換えるという特殊能力によって、200年で肉体が朽ちるという魔女の宿命から逃れ、悠久の時を生き続けている。世界最強の魔女の一角とされ、見ただけで同じ禁具をつくったり、死霊魔術によって強力な剣士を蘇らせたりと、幅広い能力を持つ。子供に化けてギドを誘導した際も、自ら正体を明かすまでギドにその正体を見破られなかった。
読み切り第0話「魔女ときまぐれ」（6巻に収録）に登場する魔女と魔性紋が同じため、同一人物の可能性がある。その時代は現代より何百年か過去と思われ、アンジェラの過去のエピソードの可能性がある。そこでは、隕石のように多数の巨石を空から落として、魔軍と呼ばれる魔族の軍勢を殲滅している。
イオーネ
声 - 日笠陽子
とある街で英雄と呼ばれている魔女。左目に魔性紋が現れるが系譜は不明。外見は若いが、すでに120年以上生きている。街への奉仕活動に長年尽力し、今でこそ街の人々から絶大な支持を得ているが、魔女という理由で過去に幾度となく命を狙われる。また濡れ衣を着せられ火あぶりの刑にされた祖母の恨みを誰にも言わずに根に持ち、復讐の機会を長年待ち続けていた。417年前に祖母が封印したとされる業火を解き放とうとする。ギドとの戦闘に敗れて拘束され魔教教団に連行された。その後は不明。「紅蓮の魔女」（と言われている）。
ヘルガ・ベルベット
声 - 富田美憂
「剛毅なる魔女」の系譜。右目に剣のような魔性紋が現れる。魔剣術と呼ばれる魔術を使える。剛毅なる魔女の一族は、クエンナが封印した魔剣を隠れ里で代々守り続けてきたが、処刑人に急襲され皆殺しにされてしまう。ヘルガはその唯一の生き残りである。魔剣の一件後、アシャフの勧誘を受け入れて魔響教団に加わる。力のほとんどを魔剣の封印に割いていた事情で魔女の中では最弱と評されることもあったが、魔剣の封印を教団が肩代わりしてからは、剛毅なる魔女としての本来の力を使えるようになった。赤みがかった黒髪と紫色の瞳が特徴。ざっくばらんな性格で、彼氏をつくることを平凡に夢見ながらも、並大抵でない意志の強さを持ち、再三にわたり命の危険にさらされながらも魔剣を守るという自分の役目を最後まで全うしようとした。
ハルベル・ハーミントン
声 - 真野美月
「神秘なる魔女」の系譜。口元に声をモチーフとしたつる草のような魔性紋が現れる。強力無比と恐れられる召命魔術の使い手だが、魔女の呪いによって声を発することができないため、魔術は一切使えない。呪いをかけた魔女は不明。とある辺鄙な村で弟のオーエントと二人でひっそりと暮らしていたところを処刑人に狙われ窮地に陥るが、アシャフとギドの助けで難を逃れる。その後は、アシャフの勧誘を受け入れて魔響教団に加わる。純粋で優しい性格。
ルシア・スペンドロ
「巨大なる魔女」の系譜。右目に雷（または縦に並んだ雨雫）のような魔性紋が現れる。天災を操ることができ、聖騎士の城を襲撃した際には、姿と魔力を隠すために巨大な嵐を起こし、嵐に紛れて近づいた。

### 階層世界

#### 第4階層
ドルネイズ・ギィワース
吸血鬼の二大勢力の1つ夜族の女王。約100年前にかつての夜族の王ダンウォードを失脚させ、ダンウォードに取って代わり夜族の王になる。アンジェラの寵愛によって魔女の力を手に入れ、魔力をもたない吸血鬼でありながら魔術が使えるようになった上に、吸血鬼の再生力も底上げされて不死身に近い肉体となる。欲深い性格で、魔女の力を得る前から魔女と渾名されていた。

### その他
マリー
声 - 芝崎典子
魔女イオーネの弟子。素直で優しい少女。
キーラ・ヘインス
声 - 皆川純子
ハイデン市警の魔術師。女性。息子達や恋人を失った過去を持ち、魔女に復讐しようとしていたが、息子達が魔女を装っていたこと、自分を母親ではなく女としか見ていなかったことを知り失望。そのまま彼らを見限り射殺した。
ジェフ・エンカー
声 - 郷田ほづみ
警察官。巡査部長。
ミシャ
ギドが住むことになった家の管理人の娘。ギドの身の回りの世話をしている。
魔剣アシュガン
声 - 西凜太朗
手にした者には世界を統べる力をそれ以外には滅びをもたらすと言い伝えられる伝説の魔剣。ひとたび剣室から解き放たれてしまえば魔女でさえも手に負えなくなるとも言われる。起源の魔女クエンナによって力を封印され剣の姿に変えられてからは、自力では動けず、ほぼ話すことしかできない状態である。封印が解かれると禍々しい怪物が姿を現し、衝撃波のように空中を伝わる斬撃を放つ。その威力は、聖騎士団の城を結界もろとも真っ二つにする程である。
オッドマン
初老の男性。ミシャの傍についている。魔響教団の教団員である可能性が高い。
魔女の呪いによって人形にされた人間（名前不明）
等身大の貴婦人の人形で、かすかな声でしゃべることができ、話しぶりから元の人間は女性と思われる。ある魔女が亡くなり家が競りに出された時に魔女の遺物として闇市に出された代物で、ギド達がふと立ち寄った骨董品屋で発見し譲り受けてからはギドの家に置かれている。その魔女の名前や魔女の家の場所は不明。また、呪いをかけた魔女も不明。
オーエント・ハーミントン
声 - 田中あいみ
ハルベルの弟。ハルベルと二人で暮らしている。

## 用語
魔女
遠い過去より現代に至るまで魔道の深淵に座す存在。魔道の頂点とされる。現代を生きる魔女は、起源の魔女（オリジン）の「魔力」「術式」「知識」を受け継いだ者達である。魔女は必ず200年で肉体が朽ちる宿命にあるが、それまでは老いることも衰えることもない。魔女は老化しないため外見から年齢の判別は難しい。
起源の魔女（オリジン）
遠い過去より魔道において悠久の頂に立つ者達。はじまりの17人の魔女。10巻時点で6系譜が明らかになっているが、残りの11系譜は不明。
- 「永遠なる魔女」アンジェラ＝アン・フュール：肉体を乗り換えることができ、現在まで生き続けている。
- 「幽玄なる魔女」ファノーラ・クリストフル：死者を蘇らせる死霊魔術の使い手。（作中で明言されていないため起源の魔女ではない可能性もある）
- 「神秘なる魔女」ルナ・ハーミントン：呪文字を使わず言葉によって魔術を発する召命魔術の使い手。ハルベルの系譜。
- 「剛毅なる魔女」クエンナ・ベルベット：魔剣アシュガンを封印した魔女。魔剣はクエンナの子孫が秘密の場所で守り続けてきた。ヘルガの系譜。
- 「偉大なる魔女」リオネル・オルエンシア：太陽を呼ぶことができる。日の出ていない間は力を失う。階層世界第4階層の創造主。オスカーの系譜。
- 「巨大なる魔女」ヴィオラ・スペンドロ：天災を操ることができる。ルシアの系譜。

魔性紋（アルトマ）
魔女が魔術を使おうとする時に自身の顔（目や口の周辺）に浮き出る紋章。魔性紋の形によってどの魔女の系譜かを識別できる。
魔女の呪い
魔女の呪いをかけられた者は、特徴的な模様の痣ができ、永久的に力を封じられてしまう。呪いを解く方法は三つある。
1. 白馬の王子様の愛の口づけ：純粋な相思相愛の人間との心からのキス。
2. 憎き魔女の気まぐれ次第：呪いをかけた張本人に解かせる。
3. 魔女との口づけ：魔女とのキス。ただしこの方法で呪いが解かれるのは一時的である。（この方法は魔女イオーネさえも知らず、あまり知られていない。）

魔女の寵愛
魔女は愛した者と口づけにより契りを交わし、自身が持つ物のうちいずれかを分け与えることができる。魔女は寵愛によって与えた分の力を失う。また、一生のうち授けられるのは一度だけである。
魔響教団
魔術の魔術による魔術のための魔術組織。教団員はどれもが曲者ぞろいの強者ぞろい。アシャフを始め、ファノーラのような魔女も所属している。表向きには魔術が関わる事件なら何でも引き受け、教団の適任者が解決に当たる。教団員は通常、いくつかの守秘義務を守るために契約魔術に同意し、契約により他の団員に手が出せなくなる（ただしギドは例外的に契約を拒否している）。教団に本部のようなものは存在せず、教団員でさえ存在を知らないなど、組織については謎が多い。
廻廊
魔響教団員だけの特別な道で大陸間移動を行える。
世界聖教会教団
世界最大の国教組織。通称、聖教会。聖騎士団と呼ばれる正義の軍隊と処刑人と呼ばれる裏の魔女狩り部隊を持つ。本拠地は第一大陸にあり、第一大陸に近いほど影響力が大きい。
聖騎士団
聖教会の下、世界の平和を守る魔術による軍隊。魔女事件に唯一対処可能な軍事組織である。魔響教団とは暗黙の了解があり、互いに極力干渉しないようにしている（アシャフ曰く、魔響教団と聖騎士団が全面戦争すれば世界が滅びる）。
城（ベース）
聖騎士団が魔女事件に対処する際に、聖騎士団の本陣が置かれる浮遊する城。周囲には何重にも結界が張られている。
白子兵（シーカー）
聖騎士が魔力でつくる分身。白装束の姿で、空を飛んで移動し、砲と呼ばれる魔力でできた弾を放って攻撃する。白子兵を破壊しても本体の人間に大した影響はなく、魔力を補充して再び白子兵をつくる。そうやって死なない兵隊を無尽蔵に送り込み続けるのが聖騎士団による魔女狩りの基本戦術である。しかし、魔女の一団が聖騎士の城を襲撃した際には、魔眼によって白子兵の本体の人間を直接攻撃する対策を取られ多数の犠牲者を出した。
処刑人
聖教会の暗部組織。同じ聖教会の組織であっても聖騎士団とは全く行動理念が異なり、聖騎士団が世界の平和の為にあるのに対し、処刑人は聖教会の存続繁栄の為にのみに動く。特に聖教会にとって脅威となりうる魔女の排除が主な任務となる。二人一組で行動し、特別に禁具の使用が許可される。普段は処刑人であることを隠して行動するが、正体を明かす時は白い仮面をつける。処刑人は契約魔術によって口止めされているため暗部の秘密をしゃべることはない。
聖女
聖教会が誇る3人の聖女。
- 癒し手
- 守り手
- 詠み手：未来の大いなる流れを予言することができる。

禁具
使用が固く禁じられた魔道具。強力な力を宿しているが、力を使うには何らかの代償を伴う。
- 魔本サルノワスス：魔力や術式の全てを代行する二冊一体の本。持つだけで魔女に近い力が手に入るが、代価として生贄（人命）を捧げ続けなければならない。代価を支払い損ねると命が奪われる。
- 魔手イーシュリンゲン：人を撫でることにより洗脳し傀儡にすることができる手套。代価として生贄（人命）を捧げなければならない。処刑人の愛用品。
- 消える外套（名称不明）：外套を纏った者は世界からいなくなることができる。外套の内側は、外套を纏った者以外は知覚することができない異次元空間になっている。処刑人の愛用品だったがアンジェラに強奪された。
- 血を吸う手斧（名称不明）：斬りつけた者の血を喰らい溜め込み解放する二挺一対の斧。代償として使う者の寿命が奪われる。夜族の居城に飾ってあったところをギドが奪い使用した。再生能力が高い吸血鬼にも有効な武器。
- 悪魔の遺骨：骨の怪物を呼び出す。処刑人クレイグの愛用品。

死屍人（アンデッド）
死霊魔術によって蘇生された死者。蘇生といっても生前と同じ状態ではなく、死屍人は蘇生した術者によって定期的に補正（メンテナンス）を受けなければ正気を失い暴走する。つまり術師の魔力が常に必要である。蘇生には法的な手続きが必要で勝手に行うことは禁じられている。違法に蘇生された死屍人を野良という。死霊魔術はかつては使役術として隆盛を極めていた。死屍人は術師の使い魔であり、死屍人は術師の意によって3つの状態に変じる。
- 自律（オート）：術師の影響が一切なし。死屍人の意志のみで自由に行動がとれる状態。
- 洗脳（セミオート）：死屍人の意識はそのままに術師により何らかの目的を刷り込まれている状態。
- 支配（マニュアル）：術師が死屍人の意識を完全に乗っ取り己の肉体のように意のままとする状態。

また、死屍人になることには代償を伴う。蘇生術は永遠には続かず、死屍人はやがて2度目の死を迎えることになるが、その時死屍人の魂は死よりも残酷な虚無に堕ちる。
吸血鬼
外見は鋭い牙があること以外は人間と見分けがつかないが、人間とは種族としての違いがあり、身体能力は人間をはるかに凌駕し、常人では追えぬ速さで動くことができる。さらに体が損傷しても再生できるため、致命傷と呼べる弱点はない。そういう意味ではほぼ不死である。一方で、陽の光に弱く日光を浴びると体が焼けてしまうため、活動は夜間に制限される。また、魔力を持たないため魔術は一切使えない。ただしそれでも並の魔術師では吸血鬼には敵わない。寿命は不明だが少なくとも100年以上は生きる。人間の血を好物とする。人間とは異種交配が可能。吸血鬼の多くは階層世界の第4階層に棲む。
魔眼
三つの瞳孔からなるその眼を見た者は目や口から出血して絶命する。
導師
魔術師の最高位。世界に5人といない存在とされる。
階層世界（フォール）
第七大陸と第八大陸の間の孤島にある別世界へ通じる穴。1から17の階層があり、それぞれが独立した異世界に繋がっている。各階層は起源の魔女が創造した世界である。行き来の手段はエレベーターのみ。
第4階層 オルエンシア・セット
吸血鬼達が棲む世界。馬車が交通手段として使われたりと、大体100年から200年ほど前の時代に近い。
この世界には魔術という物がない。
血族（コングラード）
吸血鬼の二大勢力の1つ。人の世に溶け込み吸血鬼最大の数を有する群れ。夜族とは対立関係にある。
夜族（グニル）
吸血鬼の二大勢力の1つ。最も日に嫌われ夜の魔力に愛された一族の群れ。血族とは対立関係にある。
橋
血族と夜族の折衝役。

## 書誌情報
- 佐竹幸典 『魔女と野獣』 講談社〈ヤンマガKCスペシャル〉、既刊10巻（2022年8月19日現在）
  1. 2017年9月20日発売[8][9]、ISBN 978-4-06-382968-6
  2. 2017年12月20日発売[10]、ISBN 978-4-06-510306-7
  3. 2018年9月20日発売[11]、ISBN 978-4-06-512701-8
  4. 2019年2月20日発売[12]、ISBN 978-4-06-514555-5
  5. 2019年9月19日発売[13]、ISBN 978-4-06-516935-3
  6. 2020年3月18日発売[14]、ISBN 978-4-06-519002-9
  7. 2020年10月20日発売[15]、ISBN 978-4-06-521003-1
  8. 2021年4月20日発売[16]、ISBN 978-4-06-522941-5
  9. 2022年1月20日発売[2]、ISBN 978-4-06-526484-3
  10. 2022年8月19日発売[17]、ISBN 978-4-06-529081-1

## テレビアニメ
2024年1月より4月までTBSテレビほかにて放送された。

### スタッフ
- 原作 - 佐竹幸典[6]
- 監督 - 浜名孝行[6]
- シリーズ構成・脚本 - 百瀬祐一郎[4]
- アニメーションキャラクターデザイン・総作画監督 - 飯島弘也[6]
- サブキャラクターデザイン - 津島桂[4]
- モンスターデザイン - 後藤翔哉
- プロップデザイン - 松田未来[4]
- 衣装デザイン - 應地隆之介
- 美術監督 - 栫ヒロツグ[4]
- 美術設定 - 山口大悟郎[4]、三浦智[4]
- 色彩設計 - 王姫淑[4]
- 2Dワークス - 矢崎宏幸[4]
- CG監督 - 五島卓二[4]
- 撮影監督 - 内田奈津美[4]
- 編集 - 長谷川舞[4]
- 音響監督 - 平光琢也[4]
- 音響制作 - ダックスプロダクション[4]
- 音楽 - 中村巴奈重[4]、田渕夏海[4]
- 音楽制作 - 日音[4]
- 音楽プロデューサー - 水田大介
- プロデューサー - 田中潤一朗、杉本美佳、秋田規行、黒須信彦、大和田智之、鹿志村絵美、鈴木敬公
- アニメーションプロデューサー - 大上裕真
- アニメーション制作 - 横浜アニメーションラボ[6]
- 製作 - 「魔女と野獣」製作委員会（TBSテレビ、NBCユニバーサル・エンターテイメント、講談社、クランチロール、BS11、MAGNET、日音）

### 主題歌
「相聞詩」
そこに鳴るによるオープニングテーマ。作詞・作曲・編曲は鈴木重厚。
「光のトリル」
南條愛乃によるエンディングテーマ。作詞はこだまさおり、作曲・編曲は井内舞子。

### 各話リスト
| 話数   | サブタイトル                                                | 絵コンテ | 演出                   | 作画監督 | 初放送日       |
| ------ | ----------------------------------------------------------- | -------- | ---------------------- | --- | -------------- |
| 第1話  | 魔女と紅蓮の街 The Witch and the Crimson City               | 浜名孝行 | 浜名孝行               | 津島桂 式部美代子 橋本有里 今橋明日菜 王國年 瀬川真矢 多田和春                                                  | 2024年 1月12日 |
| 第2話  | 魔女の戯れ―序幕― The Witch's Pastime: Opening Act           | 曽根利幸 | 鈴木真彦               | 下島誠 式部美代子 西田美弥子 多田和春 Lim Keun soo                                                              | 1月19日        |
| 第3話  | 魔女の戯れ―終幕― The Witch's Pastime: Final Act             | 安部元宏 | Jang Hee kyu 川部真也  | Won Chang hee Um Ju hyeong Youn Hi young Kwon Oh sik                                                            | 1月26日        |
| 第4話  | 美と死―序幕― Beauty and Death: Opening Act                  | 頂真司   | Kim Hye jeong 川部真也 | Kim Yoon jung Won Chang hee Kwon Oh sik                                                                         | 2月2日         |
| 第5話  | 美と死―終幕― Beauty and Death: Final Act                    | 吉井弘幸 | 玉川真人               | 吉井弘幸 王國年 佐藤天昭                                                                                        | 2月9日         |
| 第6話  | 魔女と魔剣―序幕― The Witch and the Demon Sword: Opening Act | 浜名孝行 | 浜名孝行               | 式部美代子 津島桂 今橋明日菜 西田美弥子 成松義人 魏旭龍                                                         | 2月16日        |
| 第7話  | 魔女と魔剣―第二幕― The Witch and the Demon Sword: Act II    | 新留俊哉 | Kim Hye jeong 鈴木真彦 | Won Chang hee Kim Yoon jung Joung Eun joung Kim Hye jeong Um Ju hyeong Won Eun sook Youn Hi young Lee Joo hyeun | 3月1日         |
| 第8話  | 魔女と魔剣―第三幕― The Witch and the Demon Sword: Act III   | 頂真司   | Kang Seo ki 川部真也   | Kwon Oh sik Lim Keun soo Um Ju hyeong Jang Hee kyu Won Eun sook Oh Eun soo                                      | 3月8日         |
| 第9話  | 魔女と魔剣―終幕― The Witch and the Demon Sword: Final Act   | 曽根利幸 | JOLちゃん              | 王國年 式部美代子 芝田千紗 ねこまたや 橋本有里 瀬川真矢 後藤翔哉 池上たろう 魏旭龍 金正男 趙小川 陳玲玲 姜海華  | 3月15日        |
| 第10話 | 起源の魔女 Origin Witch                                     | 頂真司   | Oh Eun soo 稲村保奈美  | Won Eun sook Youn Hi young Kim Hye jeong Um Ju hyeong Joung Eun joung Lee Joo hyeun Jang Hee kyu                | 3月22日        |
| 第11話 | 雄弁と沈黙―序幕― Eloquence and Silence: Opening Act         | 頂真司   | 鈴木真彦               | 南伸一郎 飯飼一幸 金正男                                                                                        | 3月29日        |
| 第12話 | 雄弁と沈黙―終幕― Eloquence and Silence: Final Act           | 浜名孝行 | JOLちゃん              | 式部美代子 津島桂 橋本有里 今橋明日菜 西田美弥子 成松義人 芝田千紗                                              | 4月5日         |

### 放送局
| 放送期間                | 放送時間                     | 放送局         | 対象地域   | 備考                                                  |
| ----------------------- | ---------------------------- | -------------- | ---------- | ----------------------------------------------------- |
| 2024年1月12日 - 4月5日  | 金曜 1:28 - 1:58（木曜深夜） | TBSテレビ      | 関東広域圏 | 製作参加 / 字幕放送                                   |
| 2024年1月12日 - 4月7日  | 金曜 23:30 - 土曜 0:00       | BS11           | 日本全域   | 製作参加 / BS放送 / 『ANIME+』枠 / 最終回放送日時変更 |
| 2024年1月21日 - 4月14日 | 日曜 1:30 - 2:00（土曜深夜） | TBSチャンネル1 | 日本全域   | CS放送                                                |
| 2024年1月27日 - 4月13日 | 土曜 2:23 - 2:53（金曜深夜） | 熊本放送       | 熊本県     | 字幕放送                                              |

| 配信開始日    | 配信時間                           | 配信サイト | 備考       |
| ------------- | ---------------------------------- | --- | ---------- |
| 2024年1月12日 | 金曜 2:00（木曜深夜） 更新         | U-NEXT アニメ放題 dアニメストア | 月額見放題 |
| 2024年1月15日 | 月曜 2:00（日曜深夜） 以降順次更新 | auスマートパスプレミアム ABEMA バンダイチャンネル DMM TV FOD Hulu J:COMオンデマンド Lemino milplus Netflix ニコニコ生放送 ニコニコチャンネル Amazon Prime Video TBSオンデマンド TELASA TVer | 月額見放題 |
|               |                                    | バンダイチャンネル HAPPY!動画 J:COMオンデマンド milplus ニコニコチャンネル Amazon Prime Video TELASA                                                                                        | 個別課金   |

### BD
| 巻 | 発売日        | 収録話         | 規格品番  |
| -- | ------------- | -------------- | --------- |
| 上 | 2024年5月29日 | 第1話 - 第6話  | GNXA-2491 |
| 下 | 2024年6月26日 | 第7話 - 第12話 | GNXA-2492 |

| TBSテレビ 金曜 1:28 - 1:58（木曜深夜） | TBSテレビ 金曜 1:28 - 1:58（木曜深夜） | TBSテレビ 金曜 1:28 - 1:58（木曜深夜） |
| 前番組                                 | 番組名                                 | 次番組                                 |
| -------------------------------------- | -------------------------------------- | -------------------------------------- |
| アンダーニンジャ                       | 魔女と野獣                             | 変人のサラダボウル                     |